# 瓦爾拉米夫卡 (日爾伊夫卡區)
48°48′22″N 36°4′44″E / 48.80611°N 36.07889°E
瓦爾拉米夫卡（烏克蘭語：Варламівка），是烏克蘭的村落，位於該國中部第聶伯羅彼得羅夫斯克州，由日爾伊夫卡區負責管轄，距離瓦西利夫卡2公里，海拔高度89米，2001年人口7。